# Yugumo (destroyer)
Le destroyer japonais Yūgumo (夕云?, « soirée nuageuse ») fut le navire de tête de classe Yūgumo et il fut lancé le 6 mars 1941 de l'arsenal naval de Maizuru ; il fut suivi par 19 autres navires identiques.

## Historique
Il participa à la bataille de Midway le 4 juin 1942. Le 24 août 1942, il participa à la bataille des Salomon orientales. Le 26 octobre 1942, il était présent à la bataille des îles Santa Cruz. Le 13 novembre 1942, il est encore présent aux batailles navales de Guadalcanal, durant laquelle il sauve les survivants de son jumeau, le Makigumo, qui vient de sauter sur une mine. Le 1er février 1943, il fait partie de la première navette d'évacuation de Guadalcanal, opération Ke. Le 22 juillet 1943, il est à Kiska, aux Aléoutiennes. En 1943, l'armement complet de cette classe fut modifié, muni de trois tourelles double de 127/50 mm, quatre 25 mm, ainsi que deux affûts quadruples de tubes lance-torpille. Il porte en plus deux grenadeurs.
Durant la nuit du 6 au 7 octobre 1943, il se dirigeait vers Vella Lavella pour participer à l'évacuation de troupes. Lors de la bataille de Vella Lavella, le Yugumo chargea des destroyers américains, et endommagea irrémédiablement l'USS Chevalier (DD-451) avec une torpille. Il est coulé à son tour par des coups de canons et au moins une torpille lancée du Chevalier et de l'USS Selfrige (DD-357), à 27 km au nord-ouest de Vella Lavella. Dans le naufrage, 138 membres d'équipage perdent la vie. Des PT boats sauvèrent 78 survivants et 25 autres ont pu atteindre leur ligne grâce à des canots de sauvetage abandonnés, mais le commandant Osaka mourut au combat.

## Source
- (en) Cet article est partiellement ou en totalité issu de l’article de Wikipédia en anglais intitulé « Japanese destroyer Yūgumo » (voir la liste des auteurs).
- CombinedFleet.com: Classe Yugumo
- CombinedFleet.com: Historique de la classe Yugumo